# Clanculus flosculus
Clanculus flosculus is een slakkensoort uit de familie van de Trochidae. De wetenschappelijke naam van de soort is voor het eerst geldig gepubliceerd in 1880 door P. Fischer.